# Dopes to Infinity
Dopes to Infinity (engl. sinngemäß: „Drogen bis zum Abwinken“, wortwörtlich: „Drogen bis zur Unendlichkeit“) ist das dritte Studioalbum der US-amerikanischen Rockband Monster Magnet. Es erschien im Februar 1995 bei A&M und gilt als zugänglicher als die vorangegangenen. Zugleich war es der erste größere Charterfolg für die Band und enthielt mit Negasonic Teenage Warhead eine erfolgreiche Single, deren zugehöriges, aufwändig produziertes Video auch auf MTV gespielt wurde.

## Entstehung und Musikstil
Nach dem eher mäßigen Erfolg von Superjudge und einer fast einjährigen Auszeit tat sich Sänger Dave Wyndorf mit dem Songwriting zunächst etwas schwer und musste erst Anfang 1994 vom zuständigen A&R-Mitarbeiter der Plattenfirma A&M dazu aufgefordert werden. Die Band investierte deutlich mehr Aufwand als zuvor in die Platte. Dies war auch darin begründet, dass die Plattenfirma – nach dem Erfolg von Alternative Rock im Allgemeinen und Nirvana im Speziellen Anfang der 1990er – bereit war, mehr als zuvor in die Band zu investieren. Das Schreiben der Songs übernahm fast ausschließlich Wyndorf. Stücke von Gitarrist Ed Mundell, zu der Zeit stark von Robin Trower beeinflusst, wurden von Wyndorf abgelehnt. Ziel der Band war es, die Platte besser klingen zu lassen als Superjudge, die von Mundell produktionstechnisch nachträglich als „good demo“ bezeichnet wurde.
Als Studio wurde The Magic Shop in New York City ausgewählt; Größeres konnte man sich trotz der erhöhten Mittel nicht leisten. Wyndorf übernahm die Produktion zusammen mit dem Eigentümer des Studios, Steve Rosenthal, selbst. Die Band hatte, etwas unter Zeitdruck, verschiedene Produzenten angesprochen, deren Vorstellungen sich allerdings nicht mit denen der Band deckten, da sie gerade nicht die Kopie von Pearl Jam oder den Black Crowes sein wollten. Vielmehr wollte sie den eigenen Stil respektiert wissen. Wichtiger als Rosenthal für die Produktion war Toningenieur Joe Warda, der mit einem exzellenten Gehör ausgestattet war und die Band zu genauem Spiel anhielt. Schlagzeuger Joe Kleiman sagte, Warda habe Pro Tools – zu dieser Zeit noch nicht verbreitet – „in seinem Kopf“ gehabt.  Die Platte wurde analog aufgenommen. Die Songs wurden im Gegensatz zu früheren Alben bereits vor dem Studioaufenthalt genau ausgearbeitet, die Band probte zwischen fünf und acht Stunden täglich. Negasonic Teenage Warhead war eines der ersten fertigen Stücke. Es war von Wyndorf ausdrücklich als kommerzielles Stück für den Soundtrack des Films So Fucking What geschrieben worden und bereits in einer Vorversion im Herbst 1994 erschienen. Ego the Living Planet und das Titelstück wurden erst kurz vor den Aufnahmen fertig. Sie wurden in Dropped-C-Stimmung geschrieben, da es „wie Black Sabbath klang“. Vor dem Entstehen dieser beiden Stücke sollte das Herzstück der Platte King of Mars sein. Black Sabbath und Led Zeppelin waren auch Inspirationen für die Instrumentierung. So wurde kurzfristig ein Mellotron besorgt, und auch ein Theremin fand Verwendung. Eine Sitar, Streicher und Akustikgitarren wurden eingesetzt. Ur-Sänger und -Schlagzeuger Tim Cronin, sonst meist für die moralische Unterstützung der Band zuständig, übernahm einen Trommel-Part bei Ego the Living Planet.
Laut späterer Aussage der Band hätte Cannabis-Konsum – obwohl etwa auf Tour durchaus üblich – bei der Entstehung keine Rolle gespielt, allerdings habe Wyndorf dem Alkohol zugesprochen, während Mundell und Kleiman des Öfteren Tabletten wie Xanax konsumiert hätten. Problematisch bei der Aufnahme war allerdings, dass Bassist Joe Calandra Beziehungsprobleme hatte und zugleich befürchtete, Krebs zu haben und daher nicht in der Lage war, die Songs fehlerfrei zu spielen. Wyndorf teilte ihm daher nach einiger Zeit mit, dass Kleiman und hauptsächlich Gitarrist Mundell die Basslinien der meisten Songs einspielen würden. Besonders Kleiman äußerte sich allerdings kritisch zu Wyndorfs kontrollierender Art. Ihm missfiel beispielsweise das Bild auf der Rückseite des Albums, das Dave Wyndorfs Gesicht in Großaufnahme zeigt, wohingegen sich alle anderen Bandmitglieder totstellen mussten. Auch der Titel der Platte wurde von den übrigen Bandmitgliedern zunächst abgelehnt. Ursprünglich wollte Wyndorf das Album Sluts (dt. Schlampen) to Infinity oder Cunt Circus nennen, womit er bei seinen Bandkollegen jedoch auf deutlich größeren Widerspruch stieß.

## Texte
Dave Wyndorf, der die Texte schrieb, benutzte meistenteils Metaphern. Die Bedeutungen der Songs sind nach seiner Aussage meist „down to earth“, enthielten aber auch „secret messages“, versteckte Botschaften, die er nicht offen schreiben könne:

“I write with my heart, and if something sounds to boring or normal, I’ll just change the metaphors around until it sounds cool.”

„Ich schreibe mit meinem Herzen, und wenn etwas zu langweilig oder normal klingt, ändere ich die Metaphern um, bis es cool klingt“

## Rezeption
Die Kritiken für das Album waren positiv. Bei Allmusic bezeichnete Ned Ragget die Gitarren im Vergleich zu Superjudge als deutlich kraftvoller und epischer, auch die zusätzlichen Instrumente waren sinnvoll. Er vergab vier von fünf Sternen. Im Rock Hard zog Hanno Kress die Höchstnote zehn. Die Platte drücke „unendliche Weiten“ aus, „in denen sich die Fans verirren können.“ Das Album sei ein „psychedelisches Meisterwerk des Neu-Hardrock.“ Im Intro wurden Dopes to Infinity „nachvollziehbare Hooks und stampfende, fette Grooves“ bescheinigt, es gebe „keine Füllstücke“. Im Visions sah Volker Banasiak das Album „musikalisch wesentlich strukturierter und aufgeräumter als seine Vorgänger“. Zwar wurde gelegentliche „Gigantomanie“ kritisiert, insgesamt höre man aber „Wyndorf at his best“.

## Titelliste
1. Dopes to Infinity – 5:43
2. Negasonic Teenage Warhead – 4:28
3. Look to Your Orb for the Warning – 6:32
4. All Friends and Kingdom Come – 5:38
5. Ego, the Living Planet – 5:07
6. Blow ’Em Off – 3:51
7. Third Alternative – 8:33
8. I Control, I Fly (Kleiman/Wyndorf) – 3:18
9. King of Mars – 4:33
10. Dead Christmas – 3:54
11. Theme from 'Masterburner'  (Calandra/Wyndorf) – 5:06
12. Vertigo – 5:41
Die CD enthält nach Vertigo nach einer zweiminütigen Pause einen Hidden Track mit einer Spieldauer von 3′34″.[8]

Alle Stücke wurden von Dave Wyndorf geschrieben, außer wo anders angegeben.